# Saint-Sylvestre-sur-Lot
Saint-Sylvestre-sur-Lot település Franciaországban, Lot-et-Garonne megyében. Lakosainak száma 2388 fő (2022. január 1.). Saint-Sylvestre-sur-Lot Penne-d’Agenais, Trentels és Villeneuve-sur-Lot községekkel határos.

## Népesség
A település népessége az elmúlt években az alábbi módon változott:
| Lakosok száma | 1385 | 1879 | 2040 | 2180 | 2296 | 2286 | 2296 | 2324 | 2367 | 2388 |
|               | 1968 | 1982 | 1990 | 2006 | 2013 | 2015 | 2017 | 2019 | 2020 | 2022 |